# Kiaby
Kiaby är en småort i Kristianstads kommun i Skåne län och kyrkby i Kiaby socken, belägen vid Oppmannasjöns södra strand. Kiaby kyrka ligger här.

## Befolkningsutveckling
| Befolkningsutvecklingen i Kiaby 1990–2015 | Befolkningsutvecklingen i Kiaby 1990–2015 | Befolkningsutvecklingen i Kiaby 1990–2015 | Befolkningsutvecklingen i Kiaby 1990–2015 | Befolkningsutvecklingen i Kiaby 1990–2015 |
| ----------------------------------------- | ----------------------------------------- | ----------------------------------------- | ----------------------------------------- | ----------------------------------------- |
|                                           |                                           |                                           |                                           |                                           |
| År                                        |                                           |                                           | Folkmängd                                 | Areal (ha)                                |
| 1990                                      | 1990                                      |                                           | 137                                       | 16#                                       |
| 1995                                      | 1995                                      |                                           | 137                                       | 24#                                       |
| 2000                                      | 2000                                      |                                           | 138                                       | 24#                                       |
| 2005                                      | 2005                                      |                                           | 139                                       | 27#                                       |
| 2010                                      | 2010                                      |                                           | 150                                       | 27#                                       |
| 2015                                      | 2015                                      |                                           | 153                                       | 43#                                       |
| Anm.: # Som småort.                       |                                           |                                           |                                           |                                           |

## Personer från orten
- Gambros grundare, Nils Alwall. Professor Alwall utvecklade den första användbara metoden för dialysbehandling, den sk konstgjorda njuren, som blev grunden till företaget Gambro (idag Baxter) i Lund.
- L.O. Smith, "Brännvinskungen", bakom bland annat Absolut rent brännvin, senare Absolut Vodka.
- Göran Assar Oredsson, svensk nazistledare och gift med Vera Oredsson som kallats Sveriges sista Führer, var född i Kiaby.